# Otočić Levrnaka
Otočić Levrnaka är en ö i Kroatien.   Den ligger i länet Šibenik-Knins län, i den södra delen av landet, 230 km söder om huvudstaden Zagreb. Arean är 2,3 kvadratkilometer.
Terrängen på Otočić Levrnaka är platt. Öns högsta punkt är 96 meter över havet. Den sträcker sig 2,3 kilometer i nord-sydlig riktning, och 3,5 kilometer i öst-västlig riktning.